# 예당로
예당로(Yedang-ro)는 충청남도 홍성군 장곡면 천태사거리에서 예산군 삽교읍 충의대교삼거리를 잇는 도로이다

## 주요 경유지
충청남도
- 홍성군 (장곡면) - 예산군 (광시면 - 대흥면 - 응봉면 - 삽교읍)

## 노선
| 이름                           | 접속 노선                          | 소재지        | 소재지        | 비고                    |
| 무한로와 직결                  | 무한로와 직결                      | 무한로와 직결 | 무한로와 직결 | 무한로와 직결           |
| ------------------------------ | ---------------------------------- | ------------- | ------------- | ----------------------- |
| 천태사거리                     | 무한로                             | 홍성군        | 장곡면        |                         |
| 천태교                         |                                    | 예산군        | 광시면        |                         |
| 광시 교차로                    | 국도 제29호선 (충절로)             | 예산군        | 광시면        |                         |
| 동산삼거리                     | 지방도 제616호선 (예당남로)        | 예산군        | 광시면        | 지방도 제616호선과 중복 |
| 교촌삼거리                     | 지방도 제616호선 (금마로)          | 예산군        | 대흥면        | 지방도 제616호선과 중복 |
| 교촌교                         |                                    | 예산군        | 응봉면        |                         |
| 평촌삼거리 (예산예당호 나들목) | 예당관광로 17호선 익산평택고속도로 | 예산군        | 응봉면        |                         |
| 응봉사거리                     | 국도 제21호선 (충서로)             | 예산군        | 응봉면        |                         |
| 주령 교차로                    | 효림송석길                         | 예산군        | 응봉면        |                         |
| 개티고개                       |                                    | 예산군        | 응봉면        |                         |
| 충의대교삼거리                 | 지방도 제619호선 (삽교로)          | 예산군        | 삽교읍        |                         |

## 주요 시설및 건물
- 농협 광시농협 본점 (예당로 149/하장대리 5-8)
- 새마을금고 예산 새마을금고 광시지점 (예당로 156/광시리 86-10)
- 광시대흥파출소 (예당로 157/광시리 85-4)
- CU 예산광시점 (예당로 161/광시리 85-26)
- 농협 광시농협 하나로마트 (예당로 175/광시리 79-2)
- 광시우체국 (예당로 177/광시리 81-4)
- 웅산초등학교 (예당로 181/광시리 76)
- 광시의용소방대 (예당로 182/광시리 657-6)
- 농협 광시농협주유소 (예당로 187/광시리 71-2)
- GS칼텍스 대흥주유소 (예당로 804/상중리 101-1)
- 대흥중학교 (예당로 845/상중리 231)
- 대흥고등학교 (예당로 845/상중리 231)
- 대흥치안센터 (예당로 859/상중리 268)
- CU 예산예당점 (예당로 876/동서리 74-4)
- S-OIL 동부주유소 (예당로 1009/교촌리 672-2)
- 평촌초등학교 (예당로 1211/평촌리 156-3)
- 응봉초등학교 (예당로 1504/평촌리 436)
- 신협 삽다리 신협지점 (예당로 1600/송석리 184-6)